# اقتصاد سنگاپور
سنگاپور یکی از موفق‌ترین اقتصادهای بازار را دارد. اقتصاد این کشور در اصل بر پایه بازرگانی دریایی شکل گرفته‌است. سنگاپور در کنار کره جنوبی، هنگ کنگ و تایوان یکی از چهار ببر آسیا به‌شمار می‌رود اما این کشور توانست سه رقیب خود را از لحاظ درآمد سرانه پشت سر بگذارد. رشد اقتصادی سنگاپور از سال ۱۹۶۵ تا ۱۹۹۵ به‌طور میانگین سالانه ۶ درصد بود و باعث شد تا شیوه زندگی سنگاپوری‌ها به شدت بهبود یابد.
اقتصاد سنگاپور یکی از آزادترین، مبدع‌ترین، رقابتی‌ترین، پویاترین و تجارت‌پذیرترین اقتصادهای دنیا است. شاخص آزادی اقتصادی در سال ۲۰۱۵ این کشور را در رده دوم جهانی قرار داده و در طول یک دهه گذشته، سنگاپور رده نخست شاخص آسانی انجام کسب و کار را داشته‌است. این کشور از لحاظ شاخص احساس فساد در کنار نیوزیلند و کشورهای اسکاندیناوی همواره در رده سالم‌ترین کشورها قرار داشته‌است. در سال ۲۰۱۶ واحد اطلاعات مجله اکونومیست، برای سومین سال متوالی سنگاپور را به عنوان گرانترین شهر جهان رده‌بندی کرد.
چندین سال متوالی است که سه مؤسسه بزرگ رتبه‌بندی اعتباری دنیا (مشهور به Big three) سنگاپور را در میان اندک کشورهایی قرار داده‌اند که رتبه اعتباری آن‌ها AAA است. همچنین سنگاپور تنها کشور آسیایی است که توانسته به چنین رتبه‌ای دست یابد. سنگاپور به خاطر موقعیت جغرافیایی، نیروی کار ماهر، مالیات پایین، زیربنای پیشرفته و برخورد قاطع با فساد توانسته مقدار بسیار زیادی سرمایهٔ خارجی جذب کند. سنگاپور در میان کشورهای دنیا یازدهمین ذخیره ارزی خارجی را دارد و توانسته یکی از بالاترین جایگاه‌ها بر پایه شاخص سرانه سرمایه‌گذاری خالص بین‌المللی را به دست آورد. بیش از ۷۰۰۰ ابرشرکت چندملیتی از ایالات متحده، ژاپن و اروپا در سنگاپور فعال هستند. همچنین ۱۵۰۰ شرکت چینی و تقریباً همین تعداد شرکت هندی در سنگاپور مشغول فعالیت هستند. تقریباً ۴۴ درصد از نیروی کار سنگاپور از افراد غیرسنگاپوری تشکیل شده‌است. این کشور توانسته بیش از ۱۰ قرارداد تجارت آزاد با کشورها و مناطق مختلف به امضا برساند. با وجود اقتصاد بازار در این کشور، فعالیت دولت سنگاپور هم سهم بسزایی در اقتصاد این کشور دارد به طوری که ۲۲٪ از تولید ناخالص داخلی را تشکیل می‌دهد.
سنگاپور دومین سرمایه‌گذار بزرگ خارجی در هند است. این کشور چهاردهمین صادرکننده و پانزدهمین واردکننده دنیا به‌شمار می‌رود.
| سال  | تولید ناخالص داخلی اسمی (میلیارد) | تولید ناخالص داخلی اسمی سرانه | تولید ناخالص داخلی واقعی (میلیارد) | درآمد ناخالص ملی اسمی (میلیارد) | درآمد ناخالص ملی اسمی سرانه | ذخایر خارجی (میلیارد) | نرخ میانگین برابری ارز (۱دلار آمریکا به دلار سنگاپور) |
| ---- | --------------------------------- | ----------------------------- | ---------------------------------- | ------------------------------- | --------------------------- | --------------------- | ----------------------------------------------------- |
| ۲۰۱۱ | ۳۴۶٬۳۵۳                           | ۶۶٬۸۱۶                        | ۳۴۲٬۳۷۱                            | ۳۳۸٬۴۵۲                         | ۶۵٬۲۹۲                      | ۳۷۳٬۹۶۰               | ۱٫۲۵۷۳                                                |
| ۲۰۱۲ | ۳۶۲٬۳۳۲                           | ۶۸٬۲۰۵                        | ۳۵۴٬۰۶۱                            | ۳۵۱٬۷۶۵                         | ۶۶٬۲۱۶                      | ۳۲۴٬۰۸۱               | ۱٫۲۴۹۸                                                |
| ۲۰۱۳ | ۳۷۸٬۲۰۰                           | ۷۰٬۰۴۷                        | ۳۲۴٬۵۹۲                            | ۳۶۶٬۶۱۸                         | ۶۷٬۹۰۲                      | ۳۴۴٬۷۲۹               | ۱٫۲۵۱۳                                                |
| ۲۰۱۴ | ۳۹۰٬۰۸۹                           | ۷۱٬۳۱۸                        | ۳۸۰٬۵۸۵                            | ۳۷۸٬۳۲۹                         | ۶۹٬۱۶۸                      | ۳۴۰٬۴۳۸               | ۱٫۲۶۷۱                                                |
واحد پول سنگاپور دلار سنگاپور است که با نماد S$ نشان داده می‌شود و توسط بانک مرکزی این کشور چاپ می‌گردد. پول این کشور از سال ۱۹۶۷ به واسطه رابطه نزدیکی که سنگاپور از گذشته با بروونئی داشته با دلار برونئی قابلیت تبادل دارد. بانک مرکزی سنگاپور با استفاده از سیاست‌های پولی باعث می‌شود که برابری نرخ دلار سنگاپور با سایر ارزها در یک محدوده تجاری اعلان‌نشده بالا یا پایین برود. این وضع با طرز عمل بسیاری از بانک‌های مرکزی که با به‌کارگیری نرخ سود اعمال سیاست می‌کنند متفاوت است.

## وضعیت ثروتمندان در سنگاپور
سنگاپور در سال‌های اخیر به‌طور روزافزونی به عنوان یکی از گریزگاه‌های مالیاتی جهان شناخته شده‌است چون ثروتمندان دنیا در این کشور ملزم به پرداخت مالیات شخصی بالایی نیستند و درآمدهای خارجی در این کشور از مالیات معاف است. برای نمونه می‌توان به برت بلوندی میلیونر اتریشی و ادواردو ساورین میلیاردر آمریکایی که از مؤسسان فیسبوک است اشاره کرد که به ترتیب در سال‌های ۲۰۱۳ و ۲۰۱۲ به سنگاپور نقل مکان کرده‌اند. در سال ۲۰۰۹ سنگاپور از فهرست گریزگاه‌های مالیاتی سازمان همکاری و توسعه اقتصادی خارج شد اما در ۲۰۱۵ توسط شبکه عدالت مالیاتی از حیث شاخص پنهانکاری مالی در میان تأمین‌کنندگان خدمات مالی فراساحلی جهان در رده چهارم قرار گرفت. این در حالی است که سنگاپور در آن زمان یک‌هشتم سرمایه‌های فراساحلی جهان را در نظام مالی خود در جریان داشت و «فرصت‌های متعددی برای فرار یا امتناع از پرداخت مالیات در اختیار می‌گذاشت.» در اوت ۲۰۱۶ روزنامه استریت تایمز گزارش داد که اندونزی تصمیم گرفته دو جزیرهٔ خود را به گریزگاه مالیاتی تبدیل کند تا سرمایه‌های از دست‌رفتهٔ خود را از سنگاپور به کشور بازگرداند. در اکتبر ۲۰۱۶ بانک مرکزی سنگاپور به بانک‌های یوبی‌اس و دی‌بی‌اس تذکر داد و مجوز بانک فالکون پرایوت را به دلیل دخالت در رسوایی صندوق سرمایه‌گذاری مالزی لغو نمود.
سنگاپور یکی از کشورهایی است که بیشترین شمار میلیونر را دارد به طوری که از میان هر شش خانوار سنگاپوری، یک خانوار دارایی بیش از یک میلیون دلار آمریکا به شکل نقد دارد. این رقم منهای املاک، کسب و کارها و کالاهای تجملاتی است که اگر این موارد نیز محاسبه شود تعداد میلیونرها بیشتر خواهد شد چون قیمت ملک در سنگاپور در میان کشورهای دنیا جزو گران‌ترین‌هاست. در سنگاپور دولت حداقل دستمزد اعلام نمی‌کند چون بر این باور است که تعیین این شاخص به رقابت‌پذیری آسیب می‌زند. همچنین سنگاپور در میان کشورهای توسعه‌یافته یکی از کشورهایی است که بالاترین نابرابری درآمدی را دارند.

## تاریخچه اقتصادی سنگاپور
به‌طور کلی از لحاظ توسعه اقتصادی، پنج دوره در اقتصاد سنگاپور وجود داشته‌است: نخست، تأکید بر تکنولوژی کاربر و سیاست صنعتی شدن از طریق جایگزینی واردات (۱۹۵۹تا ۱۹۶۵)، دوره دوم، تأکید بر تکنولوژی کاربر و سیاست صنعتی شدن از طریق افزایش صادرات (۱۹۶۶ تا ۱۹۷۳)، سوم، نخستین تلاش برای ارتقای اقتصادی (۱۹۷۳ تا ۱۹۷۸)، چهارم، بازسازی ساختارهای اقتصادی (۱۹۷۹ تا ۱۹۸۴) و دوره پنجم، مستحکم‌سازی و متنوع کردن هرچه بیشتر اقتصاد (۱۹۸۰ تا ۱۹۹۰)، یکی دیگر از عوامل مهم در تبدیل شدن سنگاپور به قطب اصلی اقتصاد جهان‌بخش حمل و نقل این کشور است و یکی از منابع مهم درآمد این کشور ترانزیت کالا است. داشتن زیرساخت‌های قوی و مستحکم به همراه حاکمیت قوی و برنامه‌ریزی مناسب در این زمینه از جمله عوامل مهم رشد این بخش است. هم‌اکنون بندر سنگاپور چند سالی است که لقب تجاری‌ترین بندر دنیا را به دست آورده و در سال ۲۰۰۵ نیز جایزه بهترین بندر در زنجیره تأمین را به خود اختصاص داده. نیمی از صادرات در سنگاپور را، بخش صادرات مجدد به خود اختصاص داده و این تنها به علت قدرت بالای این کشور در بخش حمل و نقل و ارائه تسهیلات مناسب به مشتریان است. این کشور در حال حاضر بنا بر آمارهای منتشرشده از سوی بانک جهانی، پنجمین کشور دنیا از نظر منی سرمایه‌گذاری است که یکی از دلایل این امر داشتن زیرساخت‌های قوی در بخش حمل و نقل است. ببرهای آسیایی (متشکل از هنگ‌کنگ، سنگاپور، تایوان و کره جنوبی)، از آغاز دهه ۱۹۶۰ تا دهه ۱۹۹۰ میلادی، رشد اقتصادی قابل توجهی را تجربه کردند. اما مهم‌ترین شاخصه مشترک میان این کشورها، نحوه استفاده آنها از مبادلات تجاری، یکپارچگی و پیوستن به اقتصاد جهان برای رسیدن به رشد اقتصادی است. سنگاپور در واقع یک اقتصاد مبتنی بر بازار است که در آن عرضه و تقاضا، قیمت را تعیین می‌کنند.

## اشتغال
سنگاپور از گذشته یکی از پایین‌ترین نرخ‌های بی‌کاری را در میان کشورهای توسعه‌یافته داشته‌است. اندازهٔ بی‌کاری در این کشور در میان سال‌های ۲۰۰۵ تا ۲۰۱۴ هیچ‌گاه از ۴٪ بیشتر نشد. این رقم در ۲۰۰۵ به قلهٔ ۳٫۱٪ و در جریان بحران مالی جهانی ۲۰۰۹ به ۳٪ رسید. این نرخ در فصل نخست ۲۰۱۵ به ۱٫۸٪ سقوط کرد.
دولت سنگاپور از طریق وزارت توسعه اجتماعی و خانواده برای بی‌خانمان‌ها و افراد نیازمند برنامه‌های کمک‌رسانی متعددی دارد و توانسته اندازهٔ فقر مطلق را به حد بسیار کمی برساند. در برخی از این برنامه‌ها ماهانه ۴۰۰ تا ۱۰۰۰ دلار سنگاپور به خانوارهای نیازمند پرداخت می‌شود و مخارج بهداشت و درمان و شهریهٔ مدارس این خانوارها از سوی دولت تأمین می‌شود. سنگاپور برای عموم شهروندان خود نیز برنامه‌های رفاهی پرشماری برقرار کرده‌است، برای مثال دولت به ساکنان سنگاپور مبلغی پرداخت می‌کند تا به ورزشگاه‌های عمومی رفته و ورزش کنند. همچنین دولت برای تولد هر نوزاد مبلغی که حداکثر به ۱۶۶٬۰۰۰ دلار می‌رسد به خانواده‌ها می‌پردازد. از دیگر برنامه‌های مشابه می‌توان به نظام بهداشت و درمان یارانه‌ای، کمک مالی به معلولان، تحویل لپ‌تاپ ارزان به دانش‌آموزان تنگدست، تخفیف در هزینه‌های گوناگون مانند ترابری همگانی، صورت‌حساب‌های خدمات دولتی و غیره را اشاره کرد.
هر چند کارگران خارجی بخش بزرگی از نیروی کار سنگاپور را شامل می‌شوند اما دولت می‌خواهد نسبت به کاهش شمار ایشان تصمیم‌گیری نماید چون هم‌اکنون حدود ۸۰٪ از کارگران بخش ساخت و ساز و ۵۰٪ از کارگران بخش خدمات، خارجی هستند. سازمان مهاجرت و مرزهای سنگاپور مسئول اعلام معیارهای لازم برای اقامت دائم در سنگاپور است.

## صنعت
سنگاپور در سطح جهانی در برخی بخش‌های صنعتی و تجاری سرآمد است یا جزو بهترین‌ها است. برای نمونه این کشور سومین مرکز بازار تبادل ارز خارجی، سومین مرکز اقتصادی جهان، دومین بازار قمارخانه‌ای، سومین مرکز پالایش و تجارت نفت، بزرگترین تولیدکنندهٔ تأسیسات نفتی، یکی از بزرگترین مراکز تعمیر کشتی و بهترین مرکز لجستیک جهان است.

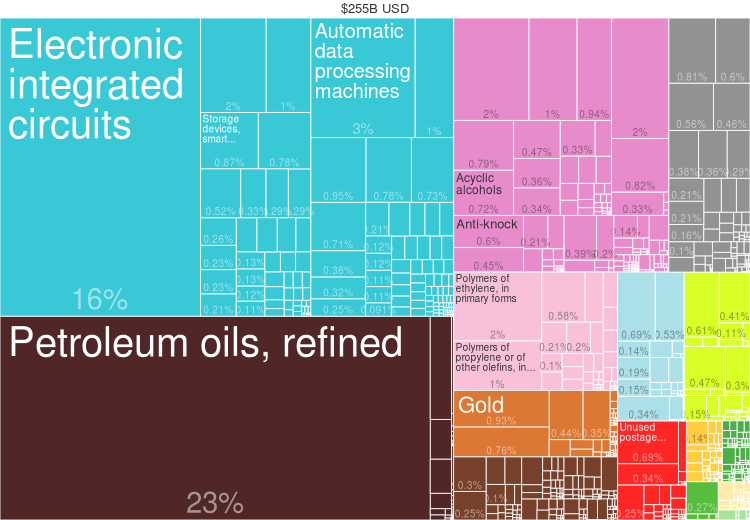
صادرات سنگاپور بر مبنای نوع محصول (۲۰۱۴)

اقتصاد این کشور متنوع است اما سه بخش بزرگ آن مشتمل بر بخش خدمات مالی، تولید صنعتی و پالایش نفت است. اصلی‌ترین کالاهای صادراتی سنگاپور را فراورده‌های نفتی، مدارهای مجتمع، رایانه و محصولات زیست‌پزشکی است. این بخش‌ها ۲۷٪ از تولید ناخالص داخلی سنگاپور را در ۲۰۱۰ تأمین کرده‌اند. در سال ۲۰۰۶ سنگاپور ۱۰٪ از قرص سیلیسیم جهان که در ساخت تراشه‌های الکترونیکی و دیگر ریزابزارها کاربرد دارد را تولید کرد.

### شرکت‌های بزرگ سنگاپوری
بزرگترین شرکت‌های سنگاپوری در بخش‌های مخابراتی، بانکداری، ترابری و تولید قرار دارند. بسیاری از آن‌ها در آغاز کار، دولتی بودند و از همان زمان در بورس سنگاپور وارد شدند. برخی از این شرکت‌ها سینگ‌تل، شرکت مهندسی اس‌تی، کپل کورپوریشن، اوسی‌بی‌سی بانک، دی‌بی‌اس بانک، یونایتد اورسیز بانک هستند. بلومبرگ در سال ۲۰۱۱ و در میان بحران مالی جهانی طی چند نظرسنجی، بانک‌های اوسی‌بی‌سی، دی‌بی‌اس و یونایتد اورسیز بانک را به ترتیب در ردیف‌های اول، پنجم و ششم از فهرست «قوی‌ترین بانک‌های جهان» معرفی کرد.

### برندهای مشهور سنگاپور
مشهورترین برندهای سنگاپوری در دنیا عبارتند از سنگاپور ایرلاینز، فرودگاه چانگی سنگاپور و بندر سنگاپور. این سه توانسته‌اند بیش از رقبای خود جوایز جهانی را دریافت کنند. مجله فرچون در نظرسنجی سالانه خود تحت عنوان «۵۰ شرکت تقدیرشده در سطح جهان» در سال ۲۰۱۵، شرکت سنگاپور ایرلاینز را به عنوان تقدیرشده‌ترین شرکت هواپیمایی آسیا و نوزدهمین شرکت تقدیرشده هوایی جهان شناخت. مجله Travel + Leisure آمریکا در نظرسنجی‌هایی که از خوانندگان خود کرده، سنگاپور ایرلاینز را به مدت ۲۰ سال متوالی به عنوان بهترین ایرلاین بین‌المللی انتخاب کرده‌است. فرودگاه چانگی سنگاپور ۱۰۰ ایرلاین را به ۳۰۰ شهر جهان متصل می‌کند. این قطب راهبردی بین‌المللی تا سال ۲۰۱۵ توانسته بود ۴۸۰ جایزه تحت عنوان «بهترین فرودگاه جهان» به دست آورد و به این ترتیب بهترین فرودگاه در سطح جهان شناخته شود.

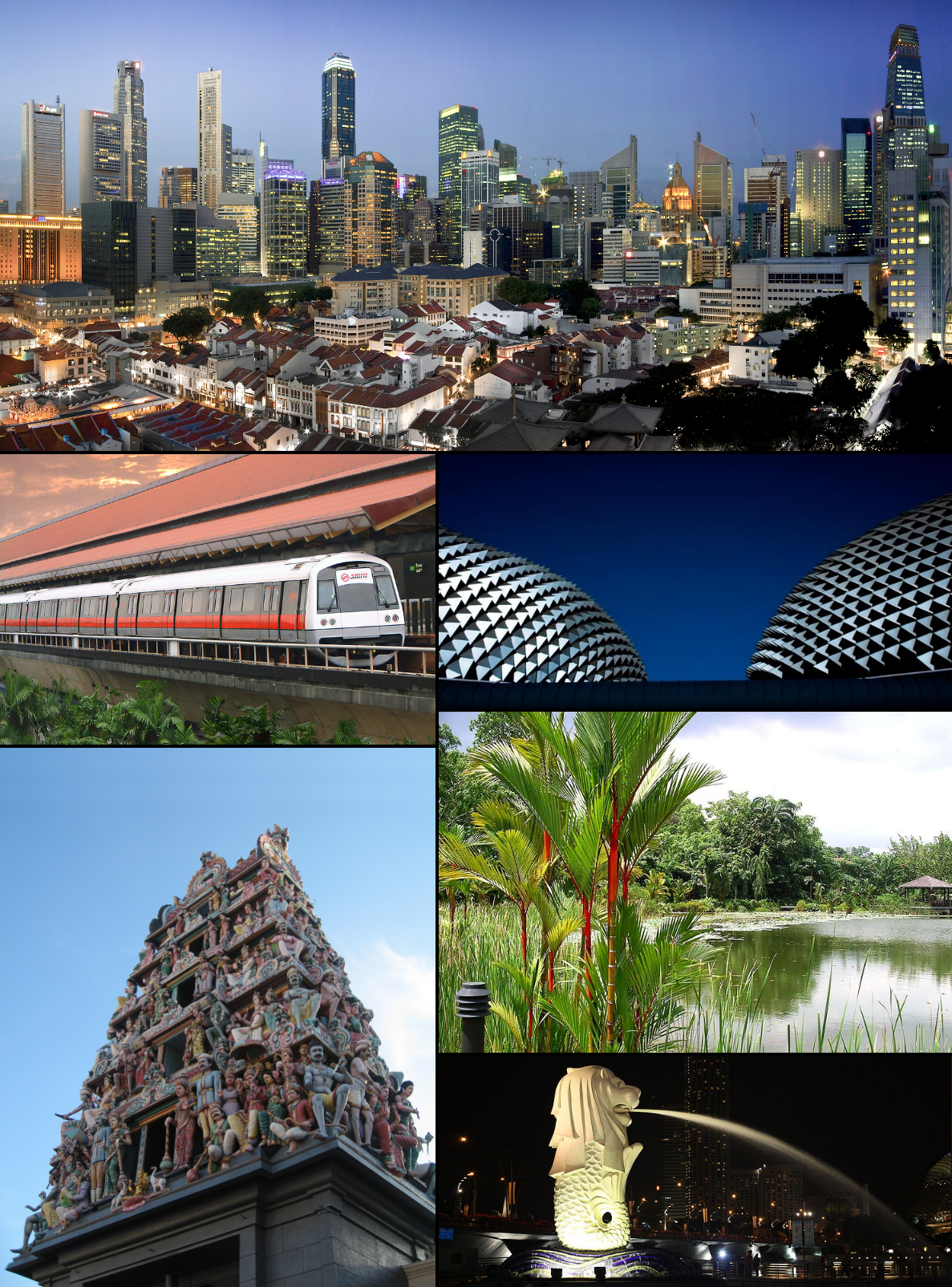

### صنعت گردشگری
صنعت گردشگری، یکی از منابع عمده درآمد سنگاپور است. جاذبه‌های طبیعی فراوان، تنوع قومی، استفاده از زبان انگلیسی به عنوان یکی از زبان‌های اصلی و شبکه حمل و نقل گسترده و کارآمد، از جمله دلایل محبوبیت این کشور در بین جهانگردان است. تنها در سال ۲۰۱۷، ۱۷ میلیون گردشگر از سنگاپور دیدن کردند. دولت برای گسترش این بخش، کازینوها را در سال ۲۰۰۵ قانونی اعلام کرد اما فقط دو مجوز برای مراکز مجتمع صادر کرد تا بتواند از پولشویی و اعتیاد جلوگیری کند. سنگاپور خود را به عنوان قطب گردشگری پزشکی هم تبلیغ می‌کند و به این ترتیب توانسته سالانه حدود ۲۰۰ هزار خارجی را برای درمان به کشور جذب کند. هدف سنگاپور جذب ۱ میلیون گردشگر پزشکی است تا بتواند از این راه ۳ میلیارد دلار درآمد سالانه داشته باشد. در سال ۲۰۱۵ لونلی پلانت و نیویورک تایمز، سنگاپور را به ترتیب به عنوان نخستین و ششمین مقصد جذاب گردشگری معرفی کردند.
از جمله مراکز مورد علاقه جهانگردان می‌توان از محله اورچارد رود شامل مراکز خرید بزرگ، باغ وحش سنگاپور، باغ پرندگان جورونگ و جزیره گردشگری سنتوزا نام برد. این جزیره دارای جاذبه‌ها و فعالیت‌های بسیاری برای کودکان و بزرگسالان است که از جمله شامل نمایش آتش بازی شبانه، پارک دلفین‌ها، پارک پروانه‌ها و سینمای چهاربعدی می‌شود.
از نقاط دیدنی سنگاپور هتلی به نام مارینا بی سندز است که به شکل یک کشتی بر روی ۳ ساختمان بلند ساخته شده و استخری دارد که انتهای آن این ذهنیت را تداعی می‌کند که شناگران در حال افتادن از ساختمان هستند. پارک تفریحی یونیورسال استودیو که نمایش‌ها و وسایل بازی آن برپایه محصولات این استودیو طراحی شده، یکی دیگر از جاذبه‌های گردشگری سنگاپور است.
واردات، فروش و مصرف آدامس در سنگاپور ممنوع است. هم چنین سیگار کشیدن در بسیاری قسمت‌های سنگاپور ممنوع است و به‌طور مرتب تعداد مکان‌های شامل این ممنوعیت در حال افزایش می‌باشد.

### گذرنامه‌های سنگاپور
بر اساس رده‌بندی ۲۰۱۷ شاخص جهانی گذرنامه، گذرنامه سنگاپوری قوی‌ترین گذرنامه در سطح جهان معرفی شد. دارندگان گذرنامه سنگاپوری می‌توانند بدون نیاز به گرفتن ویزا یا با گرفتن ویزا در مبادی ورودی به ۱۵۹ کشور سفر کنند. این اولین باری بود که یک کشور آسیایی این عنوان را از آن خود کرد.
سنگاپور یک قطب آموزشی نیز هست به طوری که تنها در سال ۲۰۰۶، بیش از ۸۰ هزار دانشجوی خارجی در آن تحصیل می‌کردند. ۵۰۰۰ تن از این دانشجوها مالزیایی‌هایی هستند که روزانه از مرز رد می‌شوند تا به مدارس سنگاپوری برسند. در سال ۲۰۰۹ از کل دانشجویان دانشگاه‌های سنگاپور، ۲۰٪ خارجی بودند که بیشترین حدی است که دولت اجازه داده‌است. اکثریت این دانشجویان از کشورهای عضو آسه‌آن، چین و هند هستند.